# Muntanyes Jizera

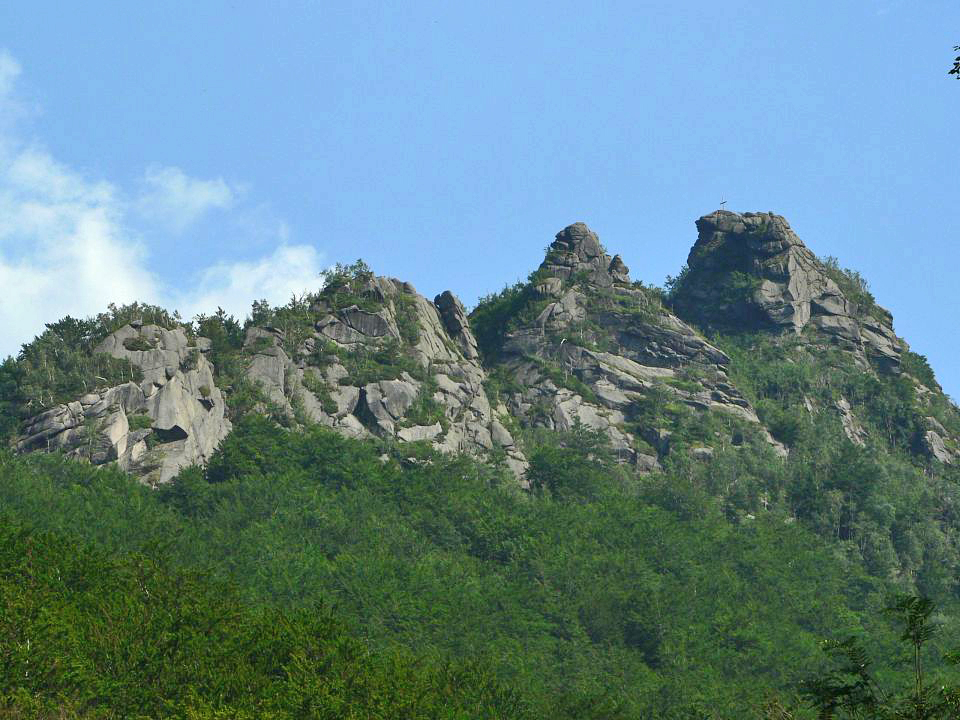
Frýdlantské cimbuří

Les muntanyes Jizera, en txec: Jizerské hory; en alemany: Isergebirge, en polonès: Góry Izerskie o també muntanyes Izera, són part dels sistema de muntanyes Sudets a la frontera entre la República Txeca i Polònia. Estan compostes principalment per granit amb algunes zones de basalt. Reben el seu nom del riu Jizera.

## Clima
Hi pot haver pluges molt intenses. El 30 de juliol de 1897 a l'estació meteorològica de Nová Louka s'hi va registrar una precipitació diària de 345,1 mm un rècord per l'Europa central A les muntanyes Jizera hi neixen els rius Jizera, Kwisa i Neisse de Lusàcia.

## Cims

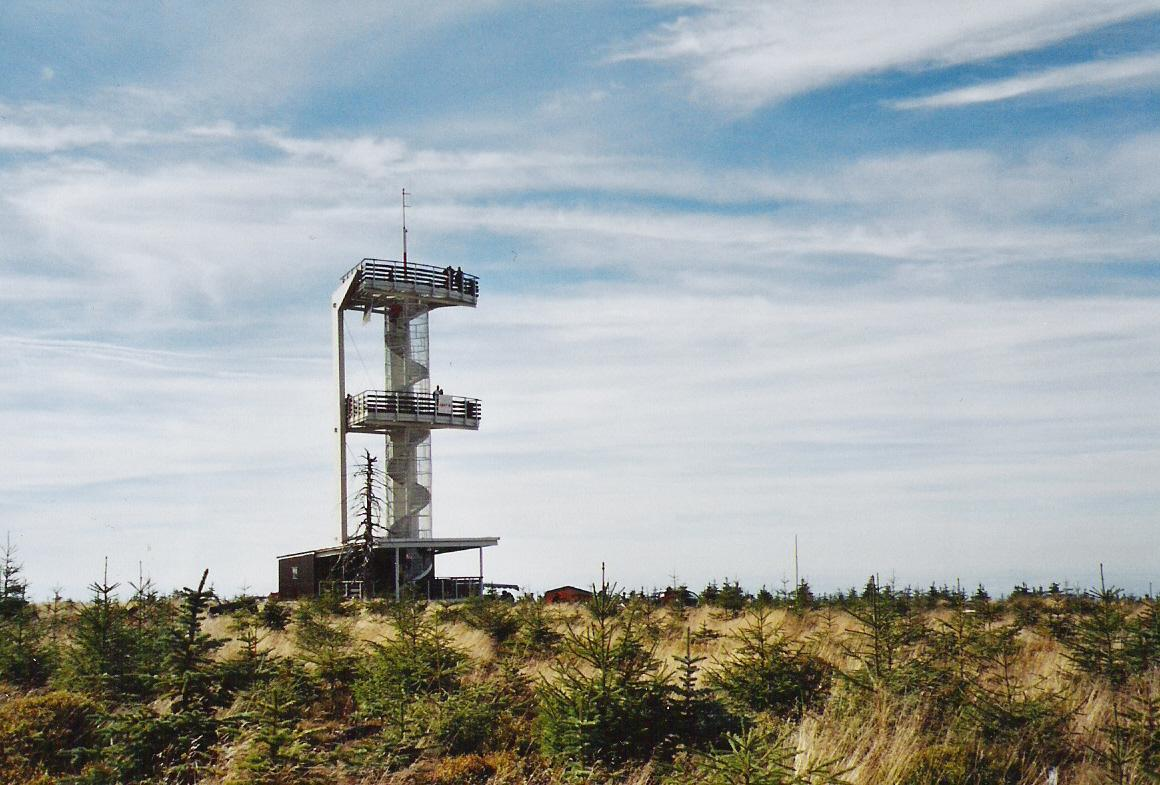
Boscos morts per la pluja àcida, al cim Smrk l'any 2003

- Wysoka Kopa (Hinterberg), 1,127 m; el pic més alt
- Smrk (Tafelfichte), 1,124 m; el pic més alt de les muntanyes Jizera de Bohèmia
- Jizera (Siechhübel), 1,122 m
- Stóg Izerski (Heufuder), 1,107 m
- Smědavská hora (Wittigberg), 1,084 m
- Bukovec (Buchberg), 1,005 m; pic de basalt
- Hvězda (Stefanshöhe), 959 m
- Černá Studnice (Schwarzbrunnberg), 869 m
- Tanvaldský Špičák (Tannwalder Spitzberg), 831 m; regió d'esquí prop de Tanvald
- Oldřichovský Špičák (Buschullersdorfer Spitzberg), 724 m